# Melbourne Shuffle
Melbourne Shuffle este un stil de dans tehnic, popular in scena Techno. Mișcǎrile dansului consistǎ într-o acțiune rapidǎ alternativǎ a picioarelor pe pǎmant și între ele, definitǎ de bǎtǎi, frecǎri si alunecǎri într-un ritm agil. 

## Istorie
Melbourne Shuffle a început ca un dans distinct în scena muzicii underground din Melbourne, Australia în mijlocul aniilor 1980. Numele "shuffle", de origine englezǎ însemnând amestecǎturǎ, îsi are originile printre DJ folosind acest cuvant pentru a descrie jocul de picioare implicat in dans la timpul apariției lui. 
De la creația lui, dansul a rǎmas relativ slab cunoscut publicului general in afara Australiei, pânǎ in anii 2000 devenind popular in Statele Unite, Malaysia și Singapore. Din 2005, cu apariția YouTube, dansul a crescut rapid in popularitate online.

## Dansul

T-pas

Dansul se face tipic pe muzicǎ Hard Trance, Hard House și mai recent, Hardstyle. Mulți DJ sunt cunoscuți pentru producerea de melodii special dedicate pentru acest dans.
In adiție la mișcǎrile de picioare deja descrise, se pot utiliza mâinile pentru mișcǎri complementare pe ritm. De asemenea, dansatorii pot utiliza pudrǎ de talc pe picioare sau apǎ pe suprafețele de dans pentru a ajuta la alunecare, în funcție de nevoie.

## Media
In 2005, un documentar despre shuffle intitulat "The Melbourne Shuffler" a fost publicat sub formǎ DVD
De asemenea, pe lânga YouTube, câteva site-uri au fost ridicate special pentru a sponsoriza video-competițiile shuffle intre dansatori, precum și educarea persoanelor interesate de a invǎța acest dans.